# Maria Helena Vieira da Silva

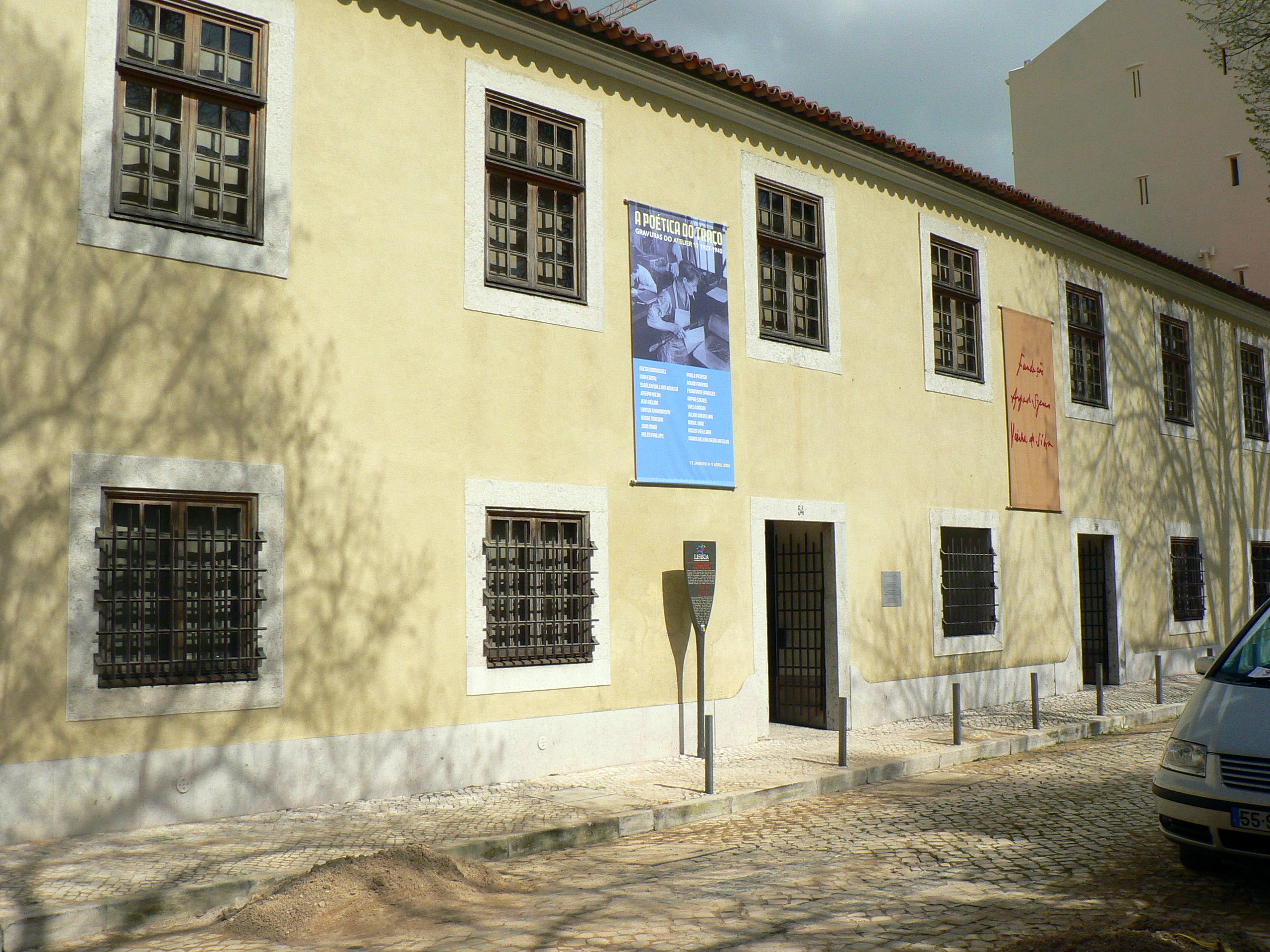
Fundação Arpad Szenes-Vieira da Silva, Lissabon

Maria Helena Vieira da Silva, född 13 juni 1908 i Lissabon, död 6 mars 1992 i Paris, var en portugisisk abstrakt konstnär (franskt medborgarskap 1956).

## Liv
Vieira da Silva flyttade till Paris 1928 och studerade måleri för Fernand Léger och Othon Friesz, skulptur för Antoine Bourdelle och Charles Despiau och gravyr för Stanley William Hayter. 1930 gifte hon sig med den ungerske konstnären Árpád Szenes som hon träffat i Paris.  
På grund av andra världskriget lämnade de Paris och levde och verkade mellan 1940 och 1947 först i Portugal och senare i Brasilien. I Brasilien var paret mycket aktiva och deltog i ett antal utställningar, bland annat 1946 på "Instituto de Arquitetos do Brasil". Efter kriget bosatte de sig åter permanent i Paris och Vieira da Silva erhöll franskt medborgarskap 1956. Hon tilldelades som första kvinna franska statens "Grand Prix National des Arts" 1966 och utnämndes till Chevalier i Hederslegionen 1979.
Vieira da Silva dog i Paris den 6 mars 1992.

## Arbete
Vieira da Silvas arbeten influerades av den tidiga modernismen och Paul Cézannes måleri och hon utvecklade en egen komplex och personlig stil i sina kompositioner. Hennes målningar är ofta uppbyggda från ett nät av linjer som ger en känsla av rum men som inte följer traditionell perspektivlära. Under 1950-talet blev hon internationellt känd och anses vara en av de viktigaste abstrakta konstnärerna under efterkrigstiden även om hennes arbeten inte alltid är helt abstrakta. Som många av hennes konstnärskollegor i efterkrigstidens Paris har hennes arbeten anknytning till både fransk tachism, amerikansk abstrakt expressionism och surrealism.
Hon belönades med ett pris i måleri vid biennalen i São Paulo, Brasilien 1961.
1988 dekorerade hon den nybyggda tunnelbanestationen Cidade Universitária i Lissabon med paneler av kakelplattor (azulejos). Ytterligare en panel finns i en annan tunnelbanestation, Rato, tillsammans med en panel av Szenes. Under sitt sista år i livet deltog hon även i Europalia, en europeisk konst- och kulturfestival som det året (1991) fokuserade på Portugal.

## Eftermäle
För att hedra minnet av de två konstnärerna bildades Árpád Szenes-Vieira da Silva-stiftelsen. Stiftelsen öppnade i november 1994 ett museum i Lissabon som har en stor samling av målningar från de två konstnärerna.
Nedslagskratern Vieira da Silva på planeten Merkurius är uppkallad efter henne.